# Tepatitlán de Morelos
Tepatitlán de Morelos è un comune del Messico, situato nello stato di Jalisco.